# Carl (Georgia)
Carl – miasto w Stanach Zjednoczonych, w stanie Georgia, w hrabstwie Barrow.